# 于默河

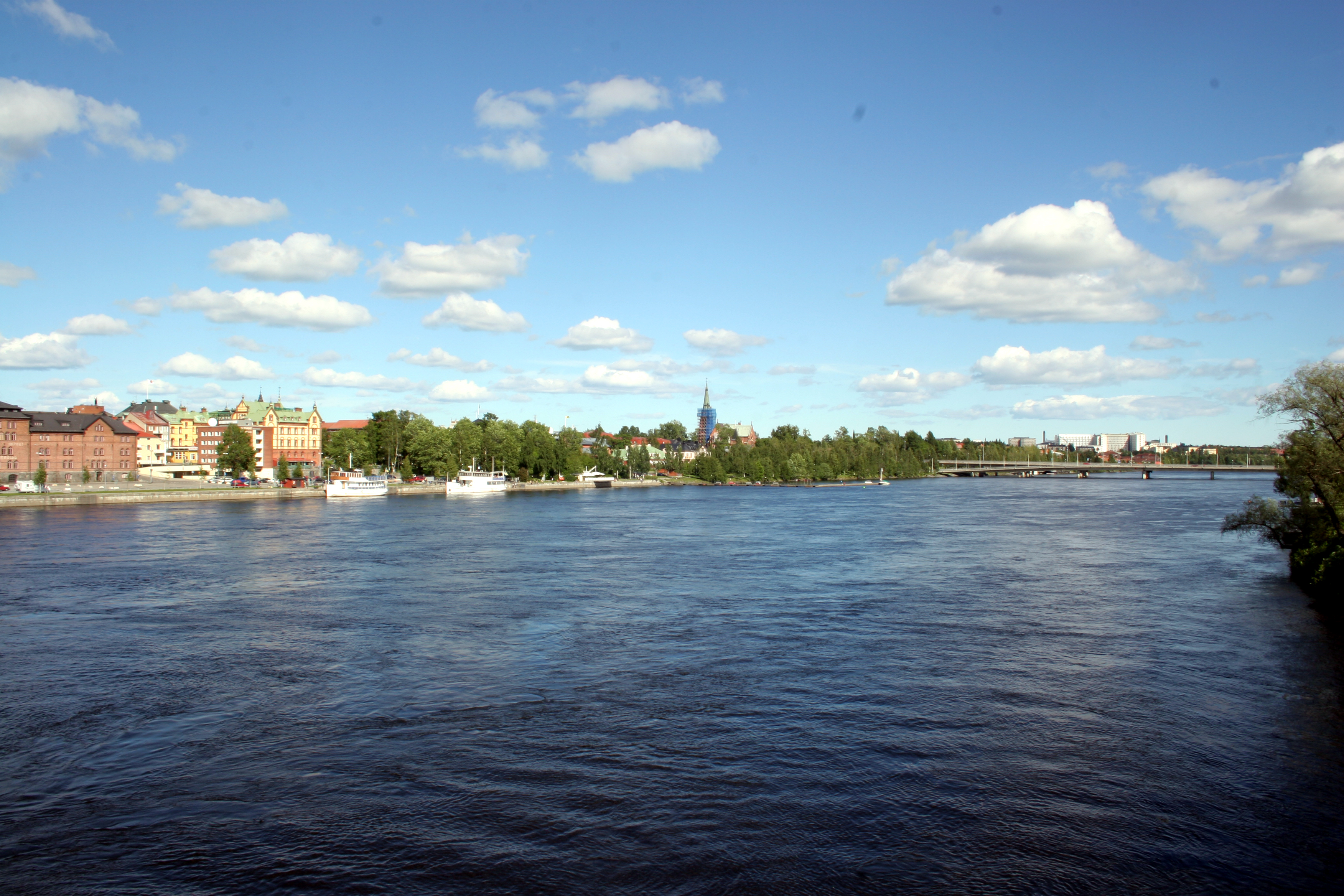

于默河（瑞典語：Ume älv）是瑞典的河流，位於該國北部西博滕省，發源自上烏曼湖，河道全長470公里，流域面積26,815平方公里，平均流量每秒450立方米，主要支流有溫德爾河。

## 外部連結
- Ume River